# Río Rapel
Le Río Rapel, est un fleuve du Chili situé dans la Région du Libertador General Bernardo O'Higgins. Il se forme par l'union des rivières Cachapoal et Tinguiririca, qui se rejoignent en un lieu baptisé "La Junta", aujourd'hui submergé par un lac artificiel, le Lago Rapel.